# Mandombe

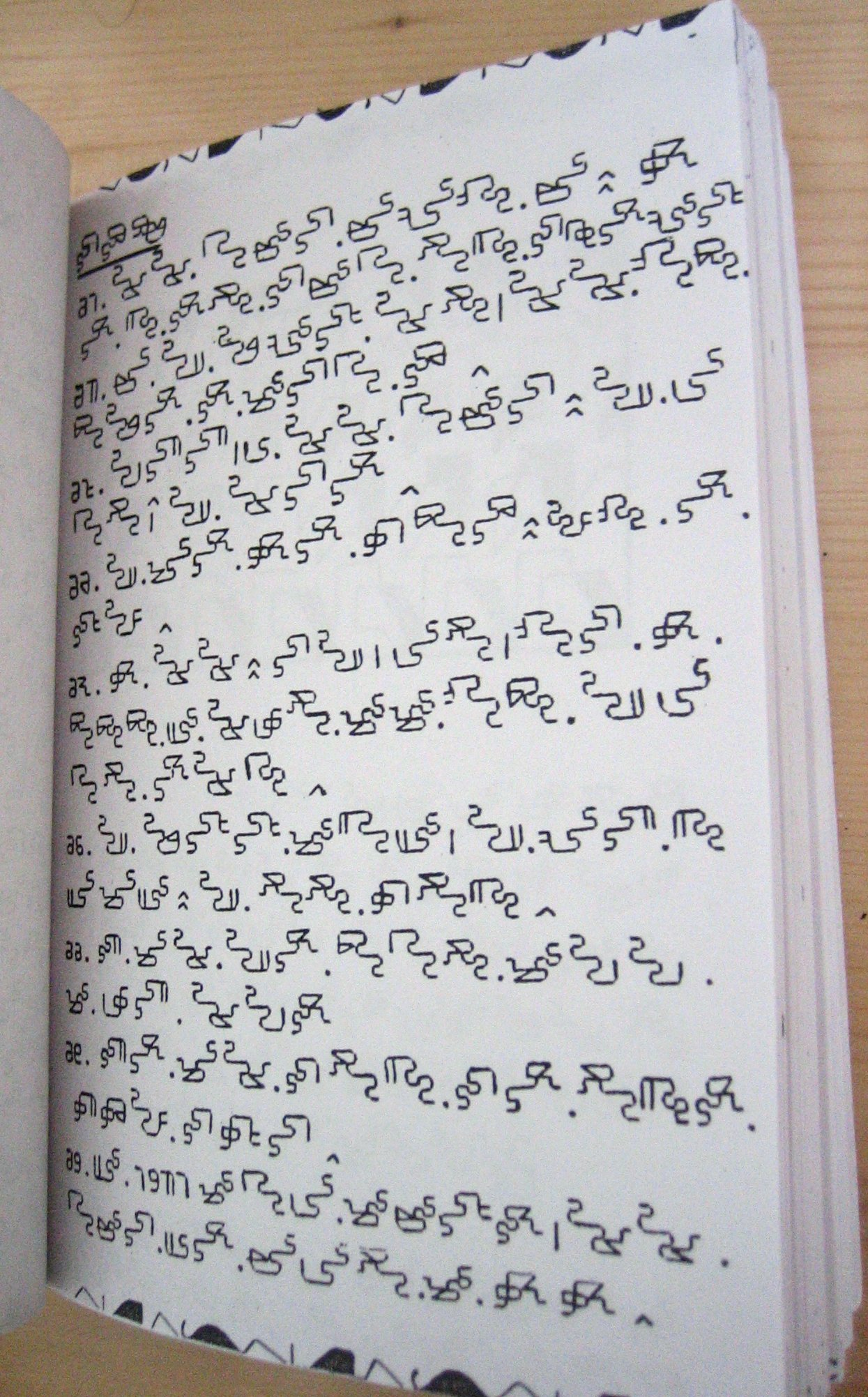
Exemple de Mandombe dans le Manuel de lecture aux apprenants

Le mandombe est une écriture de type syllabaire inventée en 1978 par Wabeladio Payi à Mbanza Ngungu dans la province du Bas-Congo en République démocratique du Congo (RDC).
Elle est enseignée dans les écoles primaires, secondaires et supérieures kimbanguistes de RDC, en Angola, au Congo-Brazzaville, et d'autres pays d'Afrique. Il y a plus de 500 professeurs dans les CENA (Centre de l'Écriture négro-africaine) en République démocratique du Congo et dans d'autres pays.
Elle est utilisée pour transcrire le kikongo ya leta, le lingala, le tshiluba et le swahili – quatre langues nationales de la République démocratique du Congo – et plusieurs langues de l'Afrique centrale et australe, dont le kikongo. Actuellement[Quand ?], l'Académie de mandombe, qui est le centre de recherches scientifiques du CENA, travaille sur la transcription de plusieurs langues d'Afrique subsaharienne.

## Bisimba
Le Kisimba (Bisimba, au pluriel) serait l'équivalent de la voyelle lorsque utilisé dans le cadre d'un texte. Il peut être autonome et former une syllabe à lui seul. Lorsqu'il est dans une diphtongue, un caractère diacritique est utilisé.
Mais le Kisimba sert aussi de valeur numérique.
| phonétique      | mandombe | diacritique |
| --------------- | -------- | ----------- |
| /a/             |          |             |
| /e/, /ɛ/ ou /ə/ |          |             |
| /i/ ou /j/      |          |             |
| /o/ ou /ɔ/      |          |             |
| /u/ ou /w/      |          |             |
| /y/             |          |             |

## Mvuala et familles de caractères
Il n'existe pas de consonnes à proprement parler mais des signes de base appelés Mvuala za Mpamba et Yikamu, qui se combinent pour former des familles de Mvuala complexes, qui, combinés à des Bisimba forment des phonèmes.

### Yikamu

Mvuala avec 4 différents Yikamu, 0°, 45°, 90° et 135°

Projection des Yikamu

L’élément postiche, appelé yikamu, qui permet de connecter le Mvuala d’une consonne à une voyelle pour former une syllabe peut être utilisé des plusieurs façons. L’angle du postiche est calculé par rapport au plan d’écriture, c’est-à-dire que 0 degré est sur le plan, 90 degrés est perpendiculaire au plan. Seule la projection du postiche sur le plan d’écriture est visible.
- groupe 1 Mvuala piluka
le mvuala est formé avec un postiche à 90 degrés
- groupe 2, Mvuala mpamba (Mvuala simple)
le mvuala est formé avec une rotation de l'élément postiche complet
- groupe 3
le mvuala est formé avec une rotation de l'élément postiche à 45 degrés
- groupe 4
le mvuala est formé avec une rotation de l'élément postiche à 135 degrés

### Familles mvuala
Les mvualas composé à l’aide de yikamu peuvent être géométriquement transformés par rotation ou symétrie pour produire d’autres syllabes :
- famille 1
un caractère est composé d'une consonne, d’une postiche et d'une des voyelles, sans transformation géométrique
- famille 2
chaque caractère est une rotation d'un des caractères de la famille 1
- famille 3
chaque caractère est une symétrie (transformation géométrique) d'un des caractères de la famille 1
- famille 4
chaque caractère est une rotation d'un des caractères de la famille 2

Le groupe 5 dont le caractère est une rotation de l'élément postiche à 180 degrés n'est pas utilisable dans l'écriture mandombe. En fait, l'élément postiche fait un parcours de 0° à 180° que l'on nomme " Mabika ma Mvuala " ou " Les angles du temps ".

### Exemples de syllabe
| consonne           | famille 1 | famille 2 rotation | famille 3 réflexion | famille 4 rotation et réflexion |
| ------------------ | --------- | ------------------ | ------------------- | ------------------------------- |
| 1er groupe         | na        | va                 | sa                  | ta                              |
| 2e groupe          | be        | de                 | fe                  | ge                              |
| 3e groupe          | ko        | mo                 | lo                  | po                              |
| 4e groupe          | wi        | ri                 | zi                  | yi                              |
| Mazita ma zindinga | shu       | dju                | tshu                | ju                              |

## Caractères complexes
- La prénasalisation de consonnes est indiqué par la composition avec une variation du  (n) non connecté à la voyelle.

- La nasalisation de voyelle est marqué par une diacritique  près de celle-ci.

- Lorsque le  est placé entre la consonne et la voyelle, c'est un «r».

### Exemple de syllabes complexe
| phénomène                           | mandombe | écriture latine |
| ----------------------------------- | -------- | --------------- |
| diphtongue                          |          | bie             |
| diphtongue                          | mwa      |                 |
| nasalisation/consonne nasale finale |          | ken             |
| prénasalisation                     |          | mbu             |
| occlusion labiale                   |          | gba             |
| groupe de consonnes                 |          | pro             |
| groupe de consonnes                 | plo      |                 |

## Tons
| ton haut |  | pó |

## Chiffres
| chiffre | mandombe |
| ------- | -------- |
| 0       |          |
| 1       |          |
| 2       |          |
| 3       |          |
| 4       |          |
| 5       |          |
| 6       |          |
| 7       |          |
| 8       |          |
| 9       |          |

## Codage informatique
Un dossier de demande d'encodage de l'écriture mandombe a été introduit à l'Unicode au mois de décembre 2010. Ce dossier a été discuté à la réunion du Comité technique de l'Unicode au début du mois de février 2011.
Une version de ce dossier a été réécrite en juillet 2016 après commentaires.